# Interstate 94
Die Interstate 94 (abgekürzt I-94) ist ein 2581 Kilometer langer Interstate Highway in den Vereinigten Staaten. Das westliche Ende liegt an einer Verzweigung mit der Interstate 90 bei Billings (Montana), das östliche Ende liegt auf der US-amerikanischen Seite der Blue Water Bridge in Port Huron, an der Grenze zu Kanada, wo gemeinsam mit der Interstate 69 Anschluss an den Ontario Highway 402 besteht.

## Verlauf
| Meilen | Km     | Bundesstaat  |  |
|        |        |              |  |
| 249,15 | 400,97 | Montana      |  |
| 352,39 | 567,12 | North Dakota |  |
| 259,49 | 417,61 | Minnesota    |  |
| 348    | 560    | Wisconsin    |  |
| 077    | 124    | Illinois     |  |
| 046,13 | 074,24 | Indiana      |  |
| 275,49 | 443,36 | Michigan     |  |
|        |        |              |  |
| 1604   | 2581   | Total        |  |

## Zubringer und Umgehungen
- Interstate 194 bei Bismarck
- Interstate 394, Interstate 494 und Interstate 694 bei Minneapolis/Saint Paul
- Interstate 794 und Interstate 894 bei Milwaukee
- Interstate 294 bei Chicago
- Interstate 194 bei Battle Creek